# Kendall Gray
Kendall Gray (Merced, 5 maggio 1992) è un cestista statunitense naturalizzato ruandese.